# John Lestrange († 1269)
John Lestrange (auch John III. Lestrange genannt) (* um 1194; † 1269) war ein anglonormannischer Marcher Lord.
Er war ein Sohn von John II. Lestrange († Januar 1223), dessen Familie an der walisischen Grenze in Shropshire umfangreichen Grundbesitz sowie die Burg Knockin Castle besaß. 1214 nahm er an dem gescheiterten Feldzug von König Johann Ohneland in das Poitou teil. Wie sein Vater diente auch er als Sheriff von Shropshire und Staffordshire und war über lange Jahre in die Kämpfe mit den Walisern in den Welsh Marches verwickelt. 1231 gab ihm König Heinrich III. das Gut Wrockwardine in Shropshire als Lehen. Zwischen 1233 und 1240 war nacheinander Constabler der königlichen Burgen von Montgomery, Shrewsbury, Bridgnorth und Chester Castle. Im Januar 1245 diente er als Unterhändler des Königs bei Verhandlungen mit dem walisischen Fürsten Dafydd ap Llywelyn.
Während des Zweiten Kriegs der Barone war er ein Unterstützer des Königs. 
Er heiratete Lucia, eine Tochter von Robert de Tregoz. Er hatte vier Söhne und zwei Töchter, darunter
- John Lestrange († 1276)
- Hamo le Strange ⚭ Isabella von Beirut
- Roger Lestrange
- Robert Lestrange
- Hawise Lestrange ⚭ Gruffydd ap Gwenwynwyn

Sein ältester Sohn John starb bereits 1276, dessen Sohn John wurde 1299 zum 1. Baron Strange of Knockin ernannt. Ein weiterer Enkel, Fulk, ein Sohn von Robert, wurde 1309 zum ersten Baron Strange of Blackmere ernannt.  